# Cantone di Bligny-sur-Ouche
Il Cantone di Bligny-sur-Ouche era una divisione amministrativa dell'arrondissement di Beaune.
A seguito della riforma approvata con decreto del 18 febbraio 2014, che ha avuto attuazione dopo le elezioni dipartimentali del 2015, è stato soppresso.

## Composizione
Comprendeva i comuni di:
- Antheuil
- Aubaine
- Auxant
- Bessey-en-Chaume
- Bessey-la-Cour
- Bligny-sur-Ouche
- La Bussière-sur-Ouche
- Chaudenay-la-Ville
- Chaudenay-le-Château
- Colombier
- Crugey
- Cussy-la-Colonne
- Écutigny
- Lusigny-sur-Ouche
- Montceau-et-Écharnant
- Painblanc
- Saussey
- Thomirey
- Thorey-sur-Ouche
- Veilly
- Veuvey-sur-Ouche
- Vic-des-Prés